# 伯恩斯 (怀俄明州)
伯恩斯（英語：Burns），是美国怀俄明州拉勒米县（Laramie）下属的一座城市。该市的人口在2000年为285人，2010年有301，2011年则估计有304人。